# Werner Schützler
Werner Schützler (* 20. Juli 1902 in Brusdeilinen, Kreis Memel, heute Bruzdeilynai; † 27. Mai 1994 in Saulgau) war ein deutscher Politiker (KPD) und Mitglied des Niedersächsischen Landtages.
Werner Schützer war von Beruf Ingenieur. 
Vom 9. Januar 1950 bis 30. April 1951 war er Mitglied des Niedersächsischen Landtages (1. Wahlperiode).